# Steffan Browning
Steffan Browning (Clyde, Otago; 3 de juliol de 1954) és un polític neozelandès i diputat de la Cambra de Representants de Nova Zelanda des de les eleccions de 2011. És membre del Partit Verd.

## Inicis
Browning va néixer el 3 de juliol de 1954 a Clyde, al centre de la regió d'Otago. El 1971 fou admès a la universitat. Per divuit mesos va entrenar com a infermer. Per tres anys treballà com a farmaceuta. Va ser el portaveu entre el 2003 i 2009 de Soil & Health Association.

## Diputat
| Parlament de Nova Zelanda |      |                |        |        |
| Anys                      | Leg. | Circumscripció | Llista | Partit |
| 2011-actualitat           | 50   | Llista         | 10     | Verd   |

En les eleccions de 2002 Browning es trobava 19è en la llista electoral del Partit Verd. Amb el 7,00% del vot, el Partit Verd va aconseguir tan sols 9 escons, no permetent a Browning esdevenir diputat.
Browning fou elegit ser el candidat del Partit Verd en la circumscripció electoral de Kaikōura en les eleccions de 2005. Quedà tercer amb el 5,61% del vot. En primer lloc fou Colin King del Partit Nacional amb el 51,68% del vot i segon fou Brendon Burns del Partit Laborista amb el 38,07% del vot. Al rebre el partit el 5,30% del vot i 6 escons, i al trobar-se 11è en la llista electoral Browning no fou elegit.
En les eleccions de 2008 Browning es trobava 12è en la llista electoral i fou candidat a Kaikōura de nou. Browning hi perdé en quedar tercer amb el 8,00% del vot contra el 57,77% de King i el 26,36% de Brian McNamara del Partit Laborista. El seu partit va rebre el 6,72% del vot i 9 escons, i conseqüentment no fou elegit.
En les eleccions de 2011 Browning quedà tercer de nou en la seva circumscripció, aquest cop amb l'11,42% del vot. Primer fou King amb el 60,25% del vot i segon Liz Collyns del Partit Laborista amb el 25,70%. Browning es trobava 10è en la llista electoral i al rebre el Partit Verd l'11,06% del vot i 14 escons fou elegit.